# Gila, maison monstre
Gila, maison monstre est une sculpture monumentale habitable réalisée par Niki de Saint Phalle en 1996 à la demande de Cindy Priztker épouse du richissime Jay Pritzker qui décerne chaque année le prix Pritzker un important prix d'architecture  fondé en 1979.

## Contexte
En 1996, Niki est retournée en Californie dans un état de santé lamentable après avoir réglé la succession de Jean Tinguely. Le 26 février, elle donne une conférence à l'université de Californie à San Diego intitulée Niki de Saint Phalle : Reflections on her art. Elle prend à ce moment un tel nombre de médicaments qu'elle va tenir un journal des médicaments (Drug Diary) qui sera aussi son journal intime.
En septembre, Cindy Priztker lui demande si elle accepterait de construire une maison de jeux pour enfants. Elle lui verse pour cela une énorme somme d'argent dont  Niki reverse une grande partie à une école pauvre de la région.

## La maison monstreGila monster
Gila, maison monstre porte en anglais le nom d'un lézard venimeux assez repoussant, mais peu dangereux : Gila monster. Niki joue sur ce mot pour construire un édifice en forme de lézard d'une hauteur d'environ 5 mètres, d'une largeur d'environ 9 mètres.
La structure métallique de base est composée d'un cadre de fer enveloppé de grillage recouvert de béton peint à la main, puis de mosaïques, de miroirs, de cailloux, de morceaux de verre et de céramiques. Le lézard-monstre a une longue queue en forme de toboggan et une tête féroce. 
L'ensemble de la construction a été changé de terrain, puis réhabilité par l'entreprise ArtWorks San Diego qui montre chacune des étapes importantes du travail avec des commentaires, précisant notamment que la fabrication des mosaïques a été confiée à l'artisan-même que Niki avait choisi à l'époque de la construction .